# Atyria allogaster
Atyria allogaster är en fjärilsart som beskrevs av Louis Beethoven Prout 1918. Atyria allogaster ingår i släktet Atyria och familjen mätare. Inga underarter finns listade i Catalogue of Life.